# Teledyne CAE J69
Pour les articles homonymes, voir J69.
Le Teledyne CAE J69 était un petit turboréacteur produit sous licence aux États-Unis par la firme Continental Aviation and Engineering (en) (CAE). Dérivé du Marboré II français, créé par la société Turbomeca, il a motorisé de nombreux drones, missiles et petits avions américains. Plus de 10 000 moteurs Marboré II, VI et J69 seront construits jusqu'en 1990.
Plus tard, il en fut développé une version J100, optimisée pour les hautes altitudes.

## Versions
- J69[3]
- J69-T-9
- J69-T-19B
- J69-T-25
- J69-T-27
- J69-T-29
- J69-T-31
- J69-T-33
- J69-T-41A
- J100-CA-100 : 12 kN de poussée
- CJ69-1025 : 4,56 kN de poussée
- CJ69-1400 : 6,2 kN de poussée
- Model 352-5a : 4,56 kN de poussée
- Model 354-12 : 5,1 kN de poussée
- Model 356-7A : 75,64 kN de poussée
- Model 356-7D : 7,6 kN de poussée
- Model 356-8 : 4,56 kN de poussée
- Model 356-11 : 4,56 kN de poussée
- Model 356-29A : (J69-T-41A)

## Applications

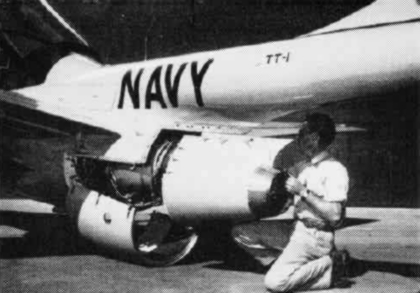
Le J69 d'un TT-1 Pinto.

J69
- Avro Canada VZ-9 Avrocar
- Cessna T-37 Tweet
- Radioplane Q-1
- Ryan BQM-34 Firebee
- Temco TT Pinto (en)

J100
- Ryan Model 147T (en)

## Utilisateur
- États-Unis